# ورم سني
الورم السني أو السِنُّوم أو عرن السن (بالإنجليزية: odontoma)‏ هو ورم حميد مرتبط بتطور الأسنان، يظهر غالبًا بشكل ورم عيبي سني، وهذا يعني اشتماله على نسيج سني طبيعي ينمو بطريقة شاذة. يشمل الورم كلا من النسيجين السنيين القاسي والرخو. يتوقف الورم السني عن النمو عند البلوغ كما يحدث في الأسنان الطبيعية، وهذا ما يمنحه صفات الورم الحميد.
يبلغ متوسط عمر المصابين 14 عامًا، وتترافق الحالة عادةً مع عدم بزوغ سن واحد أو أكثر. يُكشف لورم عند فشل بزوغ الأسنان في وقتها المتوقع، ورغم أن أغلب الحالات تظهر محصورةً ضمن عظم الفك، ذُكرت حالات من بزوغ الورم ضمن جوف الفم.

## الأنماط
هناك نمطان رئيسان من الورم: المركب والمعقد.
- يحوي الورم السني المركب على أربعة نسج سنية منفصلة (الميناء والعاج والملاط واللب) تنطمر ضمن نسيج ليفي ضام محاطةً بمحفظة ليفية. قد تبدي هذه النسج مظهرًا مفصصًا دون حدود واضحة تفصل النسج المنفصلة عن النواتئ السنية المفردة. توجد الأورام السنية المركبة عادةً في الفك العلوي الأمامي وتقيس أقل من 20 مم.
- الورم السني المعقد: لا يظهر مماثلًا لأنسجة الأسنان الصلبة والرخوة، بل يشكل منطقة ظليلةً على الأشعة مع كثافات متنوعة تشير إلى وجود الميناء. يظهر الورم عمومًا في الفك السفلي الخلفي وقد ينمو ليبلغ حجمه عدة سنتيمترات.[13]

وإضافةً للنمطين المذكورين سابقًا، يمثل الورم السني الحميد المسطح تغيرًا تطوريًا قليل الشيوع يظهر في أي منطقة من الأقواس السنية وقد يصيب الأسنان اللبنية والدائمة والزائدة. تُمثل الأسنان المنغمدة شذوذًا تطوريًا ناجمًا عن انغراس جزء من تاج السن ضمن الميناء خلال نمو الأسنان. يُعرف الشكل الأشد من الأسنان المنغمدة بالورم السني الحميد المسطح.
هناك نمطان من الآفات التي تُصنف ضمن الأورام السنية الحميدة المعقدة التي تشمل نسيجًا ضامًا يمثل ورمًا ليفيًا حميدًا على حساب الأرومات المينائية، وتتشابه تظاهراته السريرية ونتائجه العلاجية مع الأورام المعقدة. كانت هذه الأورام سيئة التحديد فيما سبق وأُدرجت ضمن فئات مستقلة في تصنيف منظمة الصحة العالمية لأورام الرأس والعنق لعام 2017، لكنها تُعد حاليًا أورامًا سنيةً حميدةً تطوريةً بسبب التطابق النسيجي.
- الورم العاجي الليفي الحميد على حساب الأرومات المينائية مع إصابة عاجية فقط.
- الورم السني الليفي الحميد على حساب الأرومات المينائية مع إصابة مينائية وعاجية.

## التشريح المرضي
تشمل الأورام السنية الحميدة مكونات ظهاريةً وميزانشيميةً مختلطةً ضروريًة لتطور السن وتكوين الميناء والعاج والملاط والنسيج اللبي.

## المظهر السريري
لا تسبب الأورام السنية الحميدة أعراضًا عادةً، وتُكشف صدفةً خلال التصوير الشعاعي، وغالبًا خلال مرحلة الطفولة واليفع عند عدم بزوغ الأسنان ضمن الإطار الزمني المتوقع.
قد تبزغ هذه الأورام أحيانًا ضمن الفم وتسبب عدوى حادةً على شكل خراج سني.
تظهر بقع شفافة شعاعيًا في المرحلة الباكرة من تطور الورم السني، وتظهر كتلة ظليلة على الأشعة في المراحل اللاحقة لتكون دليلًا على تشكل الميناء والعاج.

## الأسباب المرضية
لا تُعرف المسببات المرضية لهذا الورم بدقة، لكنه يرتبط بالرض الموضعي والعمليات الالتهابية و/أو الخمجية والشذوذات الوراثية مثل متلازمة غاردنر وهيرمانز وفرط نشاط الأرومات السنية والأرومات السنية الناضجة وبقايا الصفيحة السنية (خلايا «سيرس» المتبقية).

### متلازمة غاردنر
متلازمة غاردنر نمط فرعي من داء السلائل الورمي الغدي العائلي، ومن تظاهراتها السريرية ظهور العديد من الأورام السنية الحميدة. يرتفع خطر الخباثة عند وجود هذا الاضطراب بظهور الأورام السرطانية الغدية في الأمعاء.

## العلاج
يمثل القلع أشيع علاج جراحي لهذه الأورام بسبب وجود محفظة واضحة الحدود تسمح بفصلها عن العظام المحيطة، وقد تسبب كيسات سنية في حال عدم علاجها.

## علم الوبائيات
يُعتقد أن الأورام السنية الحميدة ثاني أشيع نمط متكرر من الأورام السنية حول العالم (بعد الورم الأرومي المينائي)، وتُشكل نحو 20% من جميع حالات هذه الفئة النادرة نسبيًا التي تتنوع كثيرًا نسبة وقوعها في المناطق الجغرافية المختلفة. وفقًا للنقاش الذي يعرضه ذات المقال، قد تبدو الإحصائيات مضللةً لأن أغلب الأورام التي تحدث في مناطق الانتشار الواسع لأورام الأرومة المينائية لا تُدرج ضمن الإحصائيات بسبب المشكلات المترافقة مع تدبيرها ضمن المشافي والصورة السريرية غير العرضية لها.
في عام 2019، خضع طفل مصاب بالورم السني الحميد يبلغ 7 سنوات من ضاحية تيروفللور الهندية قرب تشيناي لجراحة أُزيل فيها 526 سنًا من فكه السفلي الأيمن.